# My Place
My Place – drugi album studyjny Moniki Borzym. To również płyta po raz drugi wyprodukowana dla artystki przez Amerykanina, Matta Piersona. Album został wydany w październiku 2013 nakładem wytwórni Sony Music Entertainment Poland. Tydzień po premierze My Place osiągnął status złotej płyty. Wystąpili na nim wybitni muzycy jazzowi, m.in. wirtuoz gitary jazzowej- John Scofield czy trębacz- Randy Brecker. Większość utworów to kompozycje polskiego pianisty, Mariusza Obijalskiego. Na płycie znajdują się też interpretacje piosenek Rihanny ("Only Girl in the World"), Patricka Watsona ("The Quiet Crowd") i Kenny'ego Rankina ("In the Name of Love").

## Lista utworów
| 1.  | "Falling" muz. Mariusz Obijalski, sł. Monika Borzym, Karlina Covington                         | 4:51  |
|     |                                                                                                |       |
| 2.  | "Tildal Wave" muz. Mariusz Obijalski, sł. Monika Borzym, Rebecca Martin, Karlina Covington     | 4:56  |
|     |                                                                                                |       |
| 3.  | "Only Girl in the World" Crystal Johnson, Mikkel S. Eriksen, Tor Erik Hermansen, Sandy Wilhelm | 5:42  |
|     |                                                                                                |       |
| 4.  | "My Place" muz. Monika Borzym, Mariusz Obijalski, sł. Monika Borzym, Karlina Covington         | 4:00  |
|     |                                                                                                |       |
| 5.  | "Finding Her Way" muz. Mariusz Obijalski, sł. Karlina Covington                                | 4:07  |
|     |                                                                                                |       |
| 6.  | "Pisces" muz. Monika Borzym, Mariusz Obijalski, sł. Monika Borzym, Cariad Harmon               | 3:44  |
|     |                                                                                                |       |
| 7.  | "Unrequited" muz. Mariusz Obijalski, sł. Monika Borzym, Rebecca Martin                         | 4:55  |
|     |                                                                                                |       |
| 8.  | "Off to Sea" muz. Mariusz Obijalski, sł. Karlina Covington                                     | 3:56  |
|     |                                                                                                |       |
| 9.  | "The Quiet Crowd" muz., sł. Patrick Watson                                                     | 4:29  |
|     |                                                                                                |       |
| 10. | "In the Name Of Love" muz. Rankin, sł. Levitt                                                  | 4:02  |
|     |                                                                                                |       |
| 11. | "Prelude" muz. Mariusz Obijalski                                                               | 1:48  |
|     |                                                                                                |       |
| 12. | "Świat w proszku" muz. Mariusz Obijalski, sł. Anna Michalska                                   | 4:25  |
|     |                                                                                                |       |
| 13. | "Timeless" muz. Mariusz Obijalski, sł. Monika Borzym, Karlina Covington, Marcel Wojdyło        | 3:31  |
|     |                                                                                                |       |
|     |                                                                                                | 54:26 |
|     |                                                                                                |       |

## Twórcy
- Monika Borzym – śpiew; muzyka, słowa, aranżacje
- Mariusz Obijalski – fortepian, keyboardy; kompozycje, aranżacje
- Steve Cardenas – gitara
- Larry Campbell – gitara akustyczna, dobro
- Tony Scherr – gitara basowa, gitara rytmiczna
- Kenny Wollesen – bębny, wibrafon
- Bashiri Johnson – perkusja
- Randy Brecker – gościnnie: flugelhorn ("Unrequited", "Świat w proszku")
- Chris Potter – gościnnie: saksofon tenorowy ("My Place", "Pisces"), saksofon sopranowy ("In the Name of Love")
- John Scofield – gościnnie: gitara ("Falling", "Only Girl in the World")
- Romero Lubambo – gościnnie: gitara akustyczna ("The Quiet Crowd")
- Matt Pierson – produkcja muzyczna; wydanie cyfrowe
- Chris Allen – realizacja nagrań i miks
- Owen Mulholland – asystent realizatora
- Sheldon Goode – realizacja dodatkowych nagrań (w The Lab, Brooklyn, Nowy Jork)
- Mark Wilder – mastering (w Battery Studios, Nowy Jork)
- Aga Rosa – oprawa graficzna
- Zosia Zija, Jacek Pióro – zdjęcia

## Sprzedaż
| OLiS- Oficjalna Lista Sprzedaży |    |    |    |    |    |    |    |    |    |    |
| Tydzień                         | 01 | 02 | 03 | 04 | 05 | 06 | 07 | 08 | 09 | 10 |
| Pozycja                         | 18 | 20 | 21 | 31 | 36 | 48 | 43 | –  |    |    |